# Пинчинг, Эвелин
Эвелин Эми «Эви» Пинчинг (нем. Evelyn Amie „Evie“ Pinching, 18 марта 1915, Норидж, Великобритания — 24 декабря 1988, Лондон, Великобритания) — британская горнолыжница, двукратная чемпионка мира 1936 года. 
Участница Зимней Олимпиады 1936 года. Заняла 9-е место в комбинации.
Лыжным клубом Великобритании учреждена награда «Эви Пинчинг Эворд», вручаемая спортсменам до 24-х лет.